# Beechcraft Model 16
O Beechcraft Model 16 foi uma aeronave de treinamento, asa baixa projetado e produzido pela Beechcraft. O protótipo, registrado como N9176Q, fez seu primeiro voo em 12 de junho de 1970, com somente uma unidade sendo construída.